# أرئيل ديورانت
أرئيل ديورانت (بالإنجليزية: Ariel Durant)‏ ‏ (10 مايو 1898-25 أكتوبر 1981) هي زوجة المؤرخ الأميريكي الموسوعي ويل ديورانت؛ ومشارِكتهُ في تأليف وتنقيح موسوعة قصة الحضارة والتي تعتبر من أعظم المراجع التاريخية الفكرية المعمقة في العصر الحديث، ولم تلاقي أئيرل شُهرة زوجها، ولكن أثرُها على زوجها والتاريخ الأميريكي لا يمكن نكرانه.

## روابط خارجية
- أرئيل ديورانت على موقع الموسوعة البريطانية (الإنجليزية)
- أرئيل ديورانت على موقع الموسوعة البريطانية (الإنجليزية)
- أرئيل ديورانت على موقع إن إن دي بي (الإنجليزية)